# DTX1
DTX1‏ (Deltex E3 ubiquitin ligase 1) هوَ بروتين يُشَفر بواسطة جين DTX1 في الإنسان.